# تيريل لويس
تيريل لويس (بالإنجليزية: Terrell Lewis)‏ هو لاعب كرة قدم بريطاني في مركز الوسط، ولد في 13 أغسطس 1988 في London Borough of Brent ‏ في المملكة المتحدة. لعب مع نادي تشيسترفيلد.

## وصلات خارجية
- تيريل لويس على موقع قاعدة بيانات كرة القدم.إي يو (الإنجليزية)
- تيريل لويس على موقع Soccerbase.com (لاعب) (الإنجليزية)